# 우주전함 야마토 3
《우주전함 야마토 3》(일본어: 宇宙戦艦ヤマト3 우추센칸야마토쓰리[*])는 1980년 일본 요미우리 TV 방송에서 방영된 SF 애니메이션 시리즈이다.